# Bradea (revista)
Bradea (abreviado Bradea) es una revista ilustrada con descripciones botánicas que es editada en Brasil por el Herbarium Bradeanum. Comenzó su publicación en el año 1969, con el nombre de Bradea; Boletim do Herbarium Bradeanum. Rio de Janeiro.